# Капела (Кротоне)
Капела је насеље у Италији у округу Кротоне, региону Калабрија.
Према процени из 2011. у насељу је живело 58 становника. Насеље се налази на надморској висини од 73 м.